# Uru: Ages Beyond Myst
Uru: Ages Beyond Myst is een avonturenspel ontwikkeld door Cyan Worlds en uitgegeven door Ubisoft. Het computerspel kwam uit in 2003 en is het vierde spel in de Myst-reeks. Uru volgt een andere spelvorm dan voorgaande delen. Spelers kunnen een eigen personage samenstellen en gaan hiermee op ontdekkingstocht in een verlaten stad van het oude ras, de D'ni.

## Plot
Uru vindt vele jaren plaats na de gebeurtenissen van Myst IV: Revelation. In tegenstelling tot eerdere spellen in de serie, mengt Uru's verhaal fictieve plotelementen met echte gebeurtenissen. Volgens de fictieve geschiedenis van het spel vonden archeologen een ingang van een enorme ondergrondse grot in de jaren tachtig in de buurt van een vulkaan in New Mexico. De grotten leiden naar een oude verlaten stad gebouwd door de raadselachtige D'ni beschaving. De D'ni oefende een oude bekwaamheid uit die bekend staat als de Kunst. Door de omgeving van een andere wereld te schrijven, creëerde de D'ni een 'koppeling van boeken' die als portalen gebruikt werden voor de omschreven werelden, bekend als "Ages" (tijdperken). Kort na contact met een mens verdween de gehele beschaving plotseling tweehonderd jaar geleden.
Spelers beginnen het verhaal van Uru in New Mexico in de buurt van de Cleft, een diepe kloof in de grond nabij de ingang van de D'ni grotten. Een man die zich introduceert als Zandi zit voor zijn trailer bij de Cleft en stimuleert de speler om de omgeving te ontdekken en zich bij de verkenningsgroep te voegen. De speler struikelt over een hologram van een vrouw, Yeesha, die het verhaal van de D'ni vertelt en hulp vraagt om de beschaving te herbouwen.

## Ontwikkeling
Cyan begon met de ontwikkeling van Uru vrij snel na het afronden van Riven uit 1997. Het ontwikkelen van Myst-opvolgers werd door andere spelbedrijven gedaan. Uru werd uiteindelijk in vijf jaar tijd ontwikkeld en kostte 12 miljoen dollar om te voltooien. Het spel werd in eerste instantie als multiplayer-spel ontworpen. Het singleplayer-deel werd uitgebracht, maar het multiplayer-gedeelte, Uru Live, werd uitgesteld en uiteindelijk geannuleerd.

## Ontvangst
| Recensiescore       | Recensiescore |
| Recensieverzamelaar | Score         |
| ------------------- | ------------- |
| GameRankings        | 76%           |
| Metacritic          | 79/100        |
| Publicist           | Score         |
| Game Informer       | 8,2/10        |
| GameSpot            | 7,8/10        |
| GameSpy             | 3/5           |
| IGN                 | 9/10          |

Uru werd minder goed ontvangen dan voorgaande Myst-titels. De visuele aspecten en nieuwe functies in het spel werden geprezen, kritiek was er op het ontbreken van het multiplayer-gedeelte en de onhandige besturing. In vergelijking met voorgaande titels in de serie, die miljoenen keren zijn verkocht, viel de verkoop van Uru tegen.

## Uitbreidingen
Na het uitbrengen van Uru en de annulering van Uru Live kondigde Cyan aan dat er nieuwe spelinhoud zou worden toegevoegd in de vorm van uitbreidingspakketten. Het eerste pakket, Uru: To D'ni, voegde de niet-uitgebrachte Uru Live-inhoud toe. Het tweede pakket, Uru: The Path of the Shell, breidde het verhaal verder uit in het heden en voegde nieuwe Ages toe aan het spel.
Beide uitbreidingspakketten werden ook gebundeld en verkocht onder de titel Uru: The Complete Chronicles.